# 4311 Zguridi
4311 Zguridi è un asteroide della fascia principale interna. Scoperto nel 1978, presenta un'orbita caratterizzata da un semiasse maggiore pari a 2,442233 UA e da un'eccentricità di 0,147003, inclinata di 5,481114° rispetto all'eclittica. Ha un diametro di 3,953 km e un'albedo di 0,410.
Fa parte della famiglia di asteroidi Vesta.
È dedicato a Aleksandr Michajlovič Zguridi, regista sovietico e russo.